# Mortelle Idylle
Pour plus de détails, voir Fiche technique et Distribution.
Mortelle Idylle est un court métrage français réalisé par Albert Capellani, sorti en 1906.

## Synopsis
Un homme et une femme sont amis d'enfance. Elle part accompagner un théâtre forain comme comédienne, et devient célèbre. Le hasard fait de son ancien fiancé son valet de chambre.

## Fiche technique
- Titre : Mortelle Idylle
- Réalisation : Albert Capellani
- Scénario : André Heuzé
- Société de production : Pathé Frères
- Pays de production :  France
- Genre : Drame
- Tourné en noir et blanc et en muet
- Durée : 5 minutes 30 secondes
- Date de sortie : 
  - France : 3 novembre 1906